# Betty Hutton
Betty Hutton (Elizabeth June Thornburg: Battle Creek, Míchigan, 26 de febrero de 1921 - Palm Springs, California, 11 de marzo de 2007) fue una actriz estadounidense. 

## Biografía
Tuvo una infancia muy traumática: su padre, Percy "Jack" Thornburg, guardafrenos del ferrocarril, les abandonó cuando era tan sólo una niña, y su madre, Mabel era alcohólica, y murió a causa de una neumonía cuando Betty tenía nueve años. Tras su muerte, volvió a vivir con su padre, que la pegaba con frecuencia. Se escapó a Battle Creek, Míchigan, donde vivió con una tía, cuyo marido era jefe de ferrocarriles.
En 1940 se mudó a Nueva York en busca de un futuro como actriz.
Su papel más conocido fue en la comedia musical cinematográfica de 1950 La reina del oeste (Annie Get Your Gun), dirigida por George Sidney y los coreógrafos Busby Berkeley y Charles Walters (1911 - 1982).
En 1972, perdió la custodia de su hija pequeña, e intentó suicidarse. Recibió un tratamiento por depresión en Greyrock, un hospital de rehabilitación, a las afueras de Boston. "Solo pesaba 38 kilos y parecía más muerta que viva". A punto de dejarlo todo, miró por la ventana a un sacerdote que ayudaba pacientemente a una borracha, que empezó a vomitar encima de él. En ese momento, señaló que "Dios me tocó". Y pensé: "voy a conocer a ese hombre. Me va a salvar la vida". Era el P. Peter Maguirre, sacerdote de la Iglesia de san Antonio, en Portsmouth, Rhode Island. Betty se trasladó a la rectoría donde vivía el sacerdote. Allí desempeñaba los oficios más variados: cocinar, lavar los platos, hacer las camas, limpiar.  Hablaba durante horas con el P. Maguirre, que le habló de la religión católica. Y ella decidió convertirse.
"Cuando me hice católica fue maravilloso", le dijo a Osborne, "porque caminaba por la nave central sabiendo que iba a recibir a Cristo, lloraba, porque esto sacó de mi algo que nunca supe que estuviera allí. Era mi corazón. Cristo en mi corazón. Pero no lo conocía. No conocía a Dios". También tuvo devoción a la Virgen María "No voy a ningún sitio sin mi rosario, porque sé que por dentro estoy asustada"
Betty Hutton falleció a los 86 años de edad, tras luchar durante años con la diabetes y una enfermedad del corazón, a causa de un cáncer de colon.